# Pfarrkirche Schwarzach im Pongau

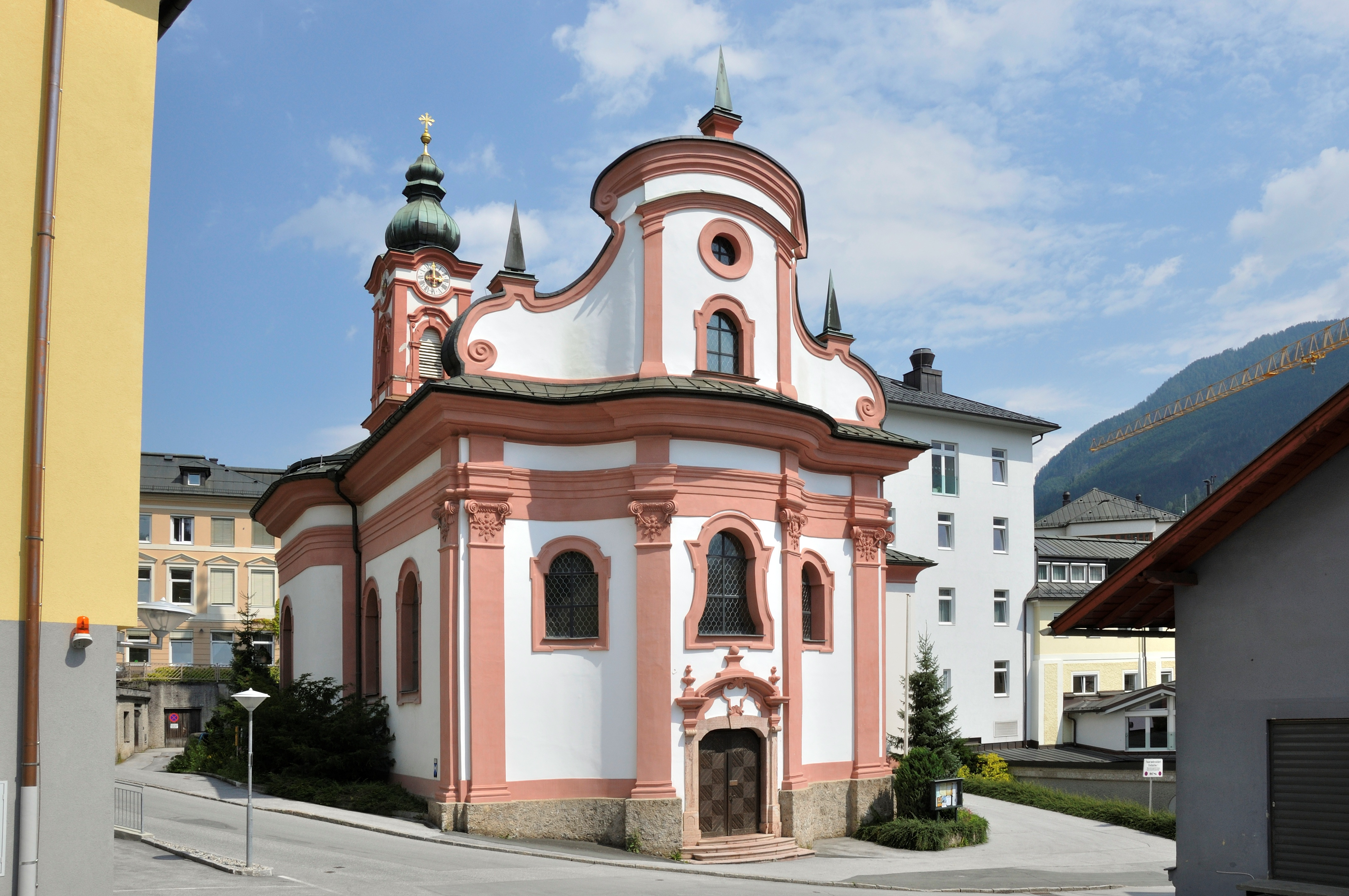
Katholische Pfarrkirche Unbefleckte Empfängnis in Schwarzach im Pongau

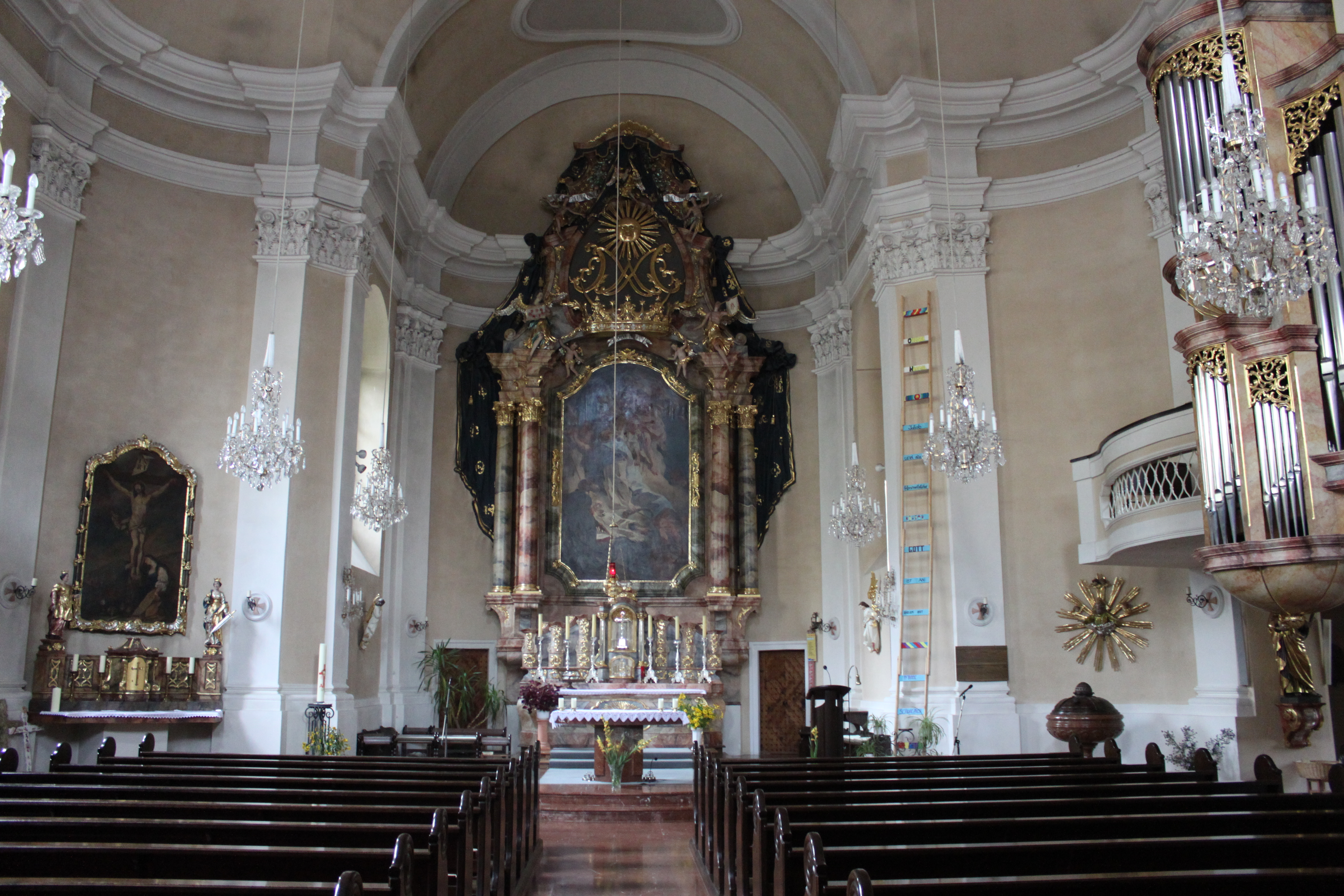

Die römisch-katholische Pfarrkirche Schwarzach im Pongau steht im nördlichen Ortsbereich der Marktgemeinde Schwarzach im Pongau im Bezirk St. Johann im Pongau im Land Salzburg. Die dem Patrozinium Unbefleckte Empfängnis unterstellte Pfarrkirche gehört Dekanat St. Johann im Pongau der Erzdiözese Salzburg. Die Kirche steht unter Denkmalschutz (Listeneintrag).

## Geschichte
Der Kirchenbau im Stil des Rokoko wurde 1736 nach den Plänen des Paters Bernard Stuart und des Hofbauverwalters Johann Kleber erbaut und 1741 geweiht. 1894 bis 1898 erfolgte eine Innenrenovierung, 1948/1949 und 1967/1968 eine Außenrestaurierung. 1972 war eine Innenrestaurierung. 1981 war ein Brand, so erfolgte 1982/1983 die Wiedererrichtung und südseitige Erweiterung nach den Plänen des Architekten Clemens Holzmeister.
1941 wurde die Kirche eine Vikariatskirche.

## Architektur
Die einschiffige Kirche mit einer vorschwingenden Westfront hat ein Querschiff mit abgerundeten Ecken und einen leicht eingezogenen Chor, welcher östlich mit eingeschoßigen Sakristeianbauten umschlossen ist.
Das Kircheninnere zeigt ein zweijochiges Langhaus mit einem 1983 wiederhergestellten Tonnengewölbe mit Gurtbögen, Pilaster bzw. Pilasterbündelgliederung und ein umlaufendes profiliertes Gesims mit einem seichten Querschiff und einem Chor mit abgerundeten Ecken.

## Einrichtung
Die Einrichtung wurde nach dem Brand restauriert bzw. ergänzt.
Gedenksteine erinnern an Friedrich Fürst von Schwarzenberg, von 1836 bis 1850 Fürsterzbischof von Salzburg, und an Ambrosia Preisinger 1879.